# Кальна (річка)
Кальна (пол. Kalna) — гірська річка в Польщі, у Бельському й Живецькому повіті Сілезького воєводства. Права притока Жилиці, (басейн Балтійського моря).

## Опис
Довжина річки 10 км. Формується притокою та безіменними струмками.

## Розташування
Бере початок у селі Кальна (ґміна Бучковіце). Спочатку тече переважно на північний схід, далі у селі Лодиговіце повертає на південний схід і у місті Живець впадає у річку Жилицю, ліву притоку Соли.

## Притоки
- Вєшльник (права).

## Цікавий факт
- У пригирловій частині річку перетинає залізниця. На правому березі річки за 433 м розташована станція Петшиковіце-Живецьке.